# FC Arsenal Tula
FC Arsenal Tula (tiếng Nga: ФК Арсенал Тула) là một câu lạc bộ bóng đá chuyên nghiệp của Nga, có trụ sợ ở Tula, hiện đang thi đấu tại Russian Premier League.
Được thành lập vào năm 1946, FC Arsenal Tula lần đầu tiên được thăng hạng lên chơi tại Russian Premier League vào năm 2014, khi họ là á quân Russian National Football League mùa 2013-14. Trong mùa đầu tiên chơi tại giải đấu cao nhất của bóng đá Nga, FC Arsenal Tula xếp ở vị trí bét bảng và phải trở lại FNL. Câu lạc bộ chơi 1 mùa giải tại FNL, trước khi trở lại giải Premier League vào mùa 2016-17.
Sân nhà của câu lạc bộ hiện nay là Arsenal Stadium có sức chứa 19,241 chỗ ngồi.

## Lịch sử

### Lịch sử đổi tên
- 1946–58: FC Zenit Tula
- 1959–61: FC Trud Tula
- 1962–63: FC Shakhtyor Tula
- 1964–74: FC Metallurg Tula
- 1975–79: FC Mashinostroitel Tula
- 1980–83: FC TOZ Tula
- 1984–2006: FC Arsenal Tula
- 2007: FC Oruzheynik Tula (được thành lập dựa trên đội hình và đội ngũ của FC Arsenal Tula, nhưng không phải là đội kế thừa hợp pháp cho Arsenal)
- 2008–11: FC Arsenal-Tula (được thành lập dựa trên đội hình và nhân viên của FC Oruzheynik Tula, nhưng không phải là đội kế thừa hợp pháp cho Oruzheynik)
- 2011–nay: FC Arsenal Tula

### Các đời huấn luyện viên
- Viktor Papayev (1989)
- Aleksei Petrushin (1993–94)
- Anatoli Polosin (1995)
- Gennadi Kostylev (1996)
- Yevhen Kucherevskyi (1997–99)
- Leonid Buryak (1999)
- Vladimir Yurin (1999–00)
- Vladimir Fedotov (2001)
- Boris Stukalov (2004)
- Yury Cheryevsky (2005–06)
- Aleksandr Chimbiryov (2008–11)
- Dmitri Alenichev (2011–15)
- Viktor Bulatov (2015–16)
- Sergei Pavlov (2016)
- Andrei Kozlov (tạm quyền) (2016)
- Sergei Kiriakov (2016–17)
- Miodrag Božović (2017–2018)
- Oleg Kononov (2018)
- Igor Cherevchenko (2018–)

## Danh hiệu
- Russian National Football League:

Á quân (2): 2013–14, 2015–16
- Russian Professional Football League:

Vô địch khu vực phía Tây (2): 1997, 2003
Vô địch khu trung tâm (1): 2012–13

## Đội hình hiện tại
Tính đến 1 tháng 7 năm 2020, theo website chính thức của câu lạc bộ.

Ghi chú: Quốc kỳ chỉ đội tuyển quốc gia được xác định rõ trong điều lệ tư cách FIFA. Các cầu thủ có thể giữ hơn một quốc tịch ngoài FIFA.
| Số | VT | Quốc gia | Cầu thủ           |
| -- | -- | -------- | ----------------- |
| 1  | TM | Nga      | Artur Nigmatullin |
| 3  | HV | Nga      | Artyom Sokol      |
| 4  | HV | Đức      | Robert Bauer      |
| 5  | HV | Nga      | Aleksandr Dovbnya |
| 6  | HV | Nga      | Maksim Belyayev   |
| 8  | HV | Gruzia   | Gia Grigalava     |
| 9  | HV | Nga      | Kirill Kombarov   |
| 10 | TĐ | Zambia   | Evans Kangwa      |
| 11 | TV | Nga      | Sergei Tkachyov   |
| 13 | HV | Belarus  | Maksim Valadzko   |
| 14 | HV | Nga      | Anri Khagush      |
| 15 | TV | Belarus  | Yury Kavalyow     |
| 17 | TĐ | Nga      | Guram Adzhoyev    |
| 18 | TV | Belarus  | Valeriy Gromyko   |
| 19 | TM | Nga      | Yuri Lodygin      |

| Số | VT | Quốc gia    | Cầu thủ                                       |
| -- | -- | ----------- | --------------------------------------------- |
| 20 | TV | Serbia      | Goran Čaušić                                  |
| 21 | HV | Tây Ban Nha | Víctor Álvarez                                |
| 22 | TV | Nga         | Daniil Lesovoy                                |
| 23 | TV | Nga         | Igor Gorbatenko                               |
| 25 | TV | Zambia      | Kings Kangwa                                  |
| 27 | TV | Nga         | Aleksandr Lomovitsky (mượn từ Spartak Moscow) |
| 28 | TV | Nga         | Vladislav Panteleyev                          |
| 29 | TV | Zambia      | Lameck Banda                                  |
| 36 | TM | Nga         | Mikhail Levashov                              |
| 48 | TĐ | Nga         | Yevgeni Lutsenko                              |
| 50 | TM | Nga         | Yegor Shamov                                  |
| 70 | TV | Bulgaria    | Georgi Kostadinov                             |
| 71 | HV | Nga         | Aleksandr Denisov                             |
| 77 | TĐ | Nga         | Roman Minayev                                 |
| 82 | TV | Nga         | Daniil Khlusevich                             |

### Hết hạn cho mượn
Ghi chú: Quốc kỳ chỉ đội tuyển quốc gia được xác định rõ trong điều lệ tư cách FIFA. Các cầu thủ có thể giữ hơn một quốc tịch ngoài FIFA.
| Số | VT | Quốc gia | Cầu thủ                           |
| -- | -- | -------- | --------------------------------- |
| —  | TĐ | România  | Alexandru Tudorie (tại Voluntari) |

## Đội ngũ huấn luyện
- Huấn luyện viên trưởng – Igor Cherevchenko
- Trợ lý huấn luyện viên – Igor Semshov, Valeri Klimov
- Huấn luyện viên thủ môn – Sergei Krashchenko
- Huấn luyên viên thể lực – Mikhail Solovey

## Các cầu thủ đáng chú ý
Cầu thủ có tên in đậm là tuyển thủ quốc gia khi còn khoác áo Arsenal.
| Nga/Liên Xô - Zelimkhan Bakayev - Maksim Belyayev - Artyom Dzyuba - Vadim Evseev - Aleksandr Filimonov - Sergei Filippenkov - Vladimir Gabulov - Dmitri Khlestov - Valeri Kleymyonov - Dmitri Kuznetsov - Yuri Lodygin - Ilya Maksimov - Ramiz Mamedov - Mukhsin Mukhamadiev - Ivan Novoseltsev - Aleksandr Sheshukov - Valeri Shmarov - Egor Titov | Châu Âu - Tigran Petrosyants - Vladislav Kadyrov - Dzmitry Balashow - Uladzimir Karytska - Andrei Kovalenko - Mihail Aleksandrov - Georgi Kostadinov - Gia Grigalava - Edik Sajaia - Konstantin Ledovskikh - Viktor Zubarev - Aleksandrs Jeļisejevs - Darius Gvildys - Valeriu Catînsus - Luka Đorđević - Mladen Kašćelan - Goran Vujović | - Alexandru Bourceanu - Florin Costea - Ján Mucha - Lukáš Tesák - Yuriy Hrytsyna - Dmytro Parfyonov - Oleksandr Pryzetko - Oleksandr Svystunov Châu Á - Khakim Fuzailov Bắc Mỹ - Felicio Brown Forbes Châu Phi - Emmanuel Frimpong - Habib Maïga - Evans Kangwa - Stoppila Sunzu |